# Listentothemusic
Listentothemusic, född 21 juni 2021, är en fransk varmblodig travhäst. Hon tränas av Philippe Allaire och körs av Alexandre Abrivard.
Hon började tävla 2023 och inledde med en tredjeplats för att därefter ta sin första seger i fjärde starten. Hon har hittills sprungit in 106 320 euro på 8 starter varav 2 segrar, 3 andraplatser och 2 tredjeplats.
Hon har tagit karriärens hittills största seger i Prix Vourasie (2023). Hon har även segrat i Prix Undina (2023) och på andraplats i Prix Marcel Dejean (2023) samt på tredjeplats i Prix Une de Mai (2023).

## Statistik
| Statistik för Listentothemusic (Ref.) | Statistik för Listentothemusic (Ref.) | Statistik för Listentothemusic (Ref.) | Statistik för Listentothemusic (Ref.) | Statistik för Listentothemusic (Ref.) | Statistik för Listentothemusic (Ref.) |
| ------------------------------------- | ------------------------------------- | ------------------------------------- | ------------------------------------- | ------------------------------------- | ------------------------------------- |
| Starter                               | Placeringar                           | Startprissumma                        | Segerprocent                          | Platsprocent                          | Rekord                                |
| 8                                     | 2-3-2                                 | 106 320 euro                          | 25 %                                  | 88 %                                  | 1.14,0ak,                             |

### Större segrar
| År   | Lopp          | Kusk               | Vinstbelopp | Grupp   |
| ---- | ------------- | ------------------ | ----------- | ------- |
| 2023 | Prix Vourasie | Alexandre Abrivard | 27 000 EUR  | Grupp 3 |

### Starter
| Nr | Datum            | Lopp                          | Bana      | Kusk               | Tid     | Distans | Plac. | Vinstbelopp |
| -- | ---------------- | ----------------------------- | --------- | ------------------ | ------- | ------- | ----- | ----------- |
| -  | 11 maj 2023      | Kvallopp                      | Caen      | David Thomain      | 1.18,8a | 2 140 m | gdk   | 0 euro      |
| 1  | 22 juli 2023     | Prix de la Porte des Lilas    | Enghien   | David Thomain      | 1.18,1a | 2150 m  | 3     | 4 620 euro  |
| 2  | 10 augusti 2023  | Prix de La Porte de Montreuil | Enghien   | David Thomain      | 1.16,7a | 2250 m  | 2     | 9 500 euro  |
| 3  | 7 september 2023 | Prix de Metz                  | Vincennes | David Thomain      | 1.15,5a | 2100 m  | 2     | 10 750 euro |
| 4  | 3 oktober 2023   | Prix Undina                   | Vincennes | Alexandre Abrivard | 1.14,0a | 2175 m  | 1     | 22 950 euro |
| 5  | 20 oktober 2023  | Prix Marcel Dejean            | Vincennes | Alexandre Abrivard | 1.15,5a | 2200 m  | 2     | 13 500 euro |
| 6  | 25 november 2023 | Prix Vourasie                 | Vincennes | Alexandre Abrivard | 1.15,3a | 2 200 m | 1     | 27 000 euro |
| 7  | 17 december 2023 | Prix Une de Mai               | Vincennes | Alexandre Abrivard | 1.16,2a | 2 700 m | 3     | 16 800 euro |
| 8  | 7 januari 2023   | Prix Gélinotte                | Vincennes | Alexandre Abrivard | 1.14,1a | 2 175 m | 7     | 1 200 euro  |